# Plougonver
 Plougonver  (en bretón ) es una población y comuna francesa, situada en la región de Bretaña, departamento de Côtes-d'Armor, en el distrito de Guingamp y cantón de Belle-Isle-en-Terre.

## Demografía
| 1548 | 1374 | 1155 | 998 | 868 | 768 |
| Para los censos de 1962 a 1999 la población legal corresponde a la población sin duplicidades (Fuente: INSEE [Consultar]) |      |      |     |     |     |